# Felice II (antipapa)
Felice (Roma, ... – Ceri, 22 novembre 365) è stato un vescovo ariano romano, che divenne antipapa con il nome di Felice II dal 356 alla sua morte; confuso con un santo martire omonimo, è stato a lungo considerato un santo della Chiesa cattolica.

## Biografia
Nel 355 papa Liberio fu esiliato dall'imperatore Costanzo II a Beroea, in Tracia, perché aveva sostenuto tenacemente il Credo niceno rifiutando di condannare Atanasio di Alessandria. Il clero romano, riunito in concilio s'impegnò allora solennemente a non riconoscere alcun altro vescovo di Roma fin tanto che Liberio fosse stato in vita. L'imperatore, tuttavia, che stava sostituendo i vescovi cattolici esiliati con vescovi di tendenza ariana, cercò d'insediare un nuovo vescovo di Roma al posto di Liberio. Invitò a Milano Felice, arcidiacono della chiesa di Roma; all'arrivo di quest'ultimo, Acacio di Cesarea riuscì a fargli accettare l'ufficio dal quale Liberio era stato espulso con la forza e lo consacrò insieme con altri due vescovi ariani. La maggior parte del clero romano riconobbe la validità della sua consacrazione, ma il laicato non volle avere nulla a che fare con lui e rimase fedele al legittimo papa esiliato.
Quando Costanzo visitò Roma nel maggio del 357, il popolo, rappresentato da una delegazione di influenti matrone romane chiese il ritorno del legittimo vescovo, Liberio, che, infatti, dopo la firma della terza formula di Sirmio tornò alla sua sede. I vescovi, riuniti in concilio in quella città della bassa Pannonia, scrissero a Felice e al clero romano raccomandandogli di ricevere Liberio in tutta carità e di mettere da parte i loro dissensi; aggiunsero anche che Liberio e Felice avrebbero dovuto governare insieme la chiesa di Roma. Il popolo ricevette il legittimo papa con grande entusiasmo, ma un grande dissenso sorse presto contro Felice che, alla fine fu costretto a lasciare la città. Poco dopo, quest'ultimo, con l'aiuto dei suoi sostenitori, tentò di occupare la basilica Julii (Santa Maria in Trastevere), ma infine fu esiliato per sempre, con voto unanime del senato e del popolo. Per quanto riguarda il resto della sua vita, poco si sa, e i resoconti pervenuti sono contraddittori, ma sembra che ne abbia spesa gran parte in ritiro nella sua dimora nei pressi di Porto, e fu decapitato nella piccola frazione laziale di Ceri.
Liberio permise ai membri del clero romano, compresi i sostenitori di Felice, di mantenere le loro posizioni. Una leggenda successiva confonde le posizioni di Felice e di Liberio.

## Culto

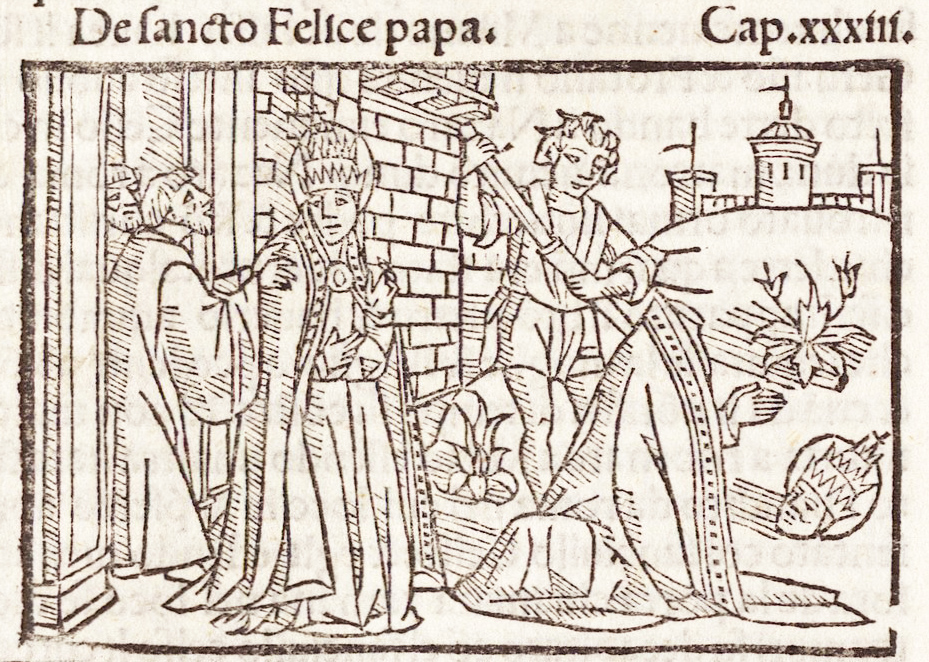
Il martirio di papa Felice secondo la Legenda Aurea (1497)

Durante il regno di papa Gregorio XIII, nacque tra due cardinali una discussione: il primo sosteneva che Felice dovesse essere ricordato come pontefice, il secondo riteneva invece che dovesse essere menzionato come martire. Allo scopo di cercare un miracoloso aiuto alla discussione, alla vigilia della sua festa venne aperto il suo sarcofago. Vicino al corpo fu trovata un'iscrizione che dichiarava egli essere stato "pontefice e martire" .
Negli apocrifi Acta Felicis e Acta Liberii, così come nel Liber pontificalis, Felice è stato ritratto come santo e confessore della fede. Questa distorsione dei fatti reali probabilmente ebbe inizio con la confusione tra questo Felice e un altro Felice, un martire romano di data anteriore.
Secondo il Liber Pontificalis, Felice fece costruire una chiesa sulla via Aurelia. È ben noto, tuttavia, che su questa strada fu sepolto un martire romano, Felice; quindi sembra probabile che anche questo fatto abbia generato confusione con il martire e confessore Felice, che appunto come confessore non pontefice compare nel Martirologio romano il 29 luglio ed è dichiarato martire sul III miglio della via Portuense.

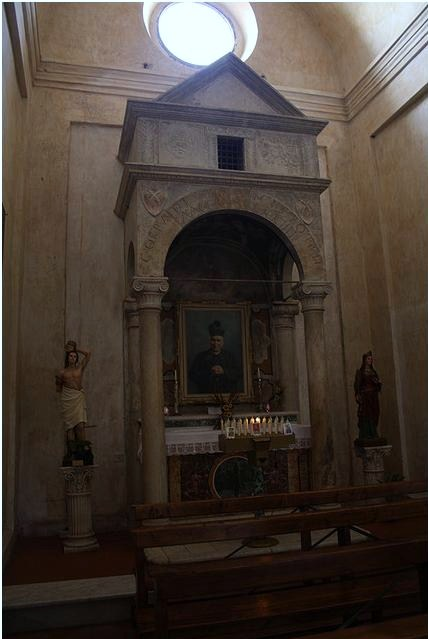
Il baldacchino del santo nella chiesa della Madonna di Ceri

Le spoglie di San Felice sono conservate tutt'oggi nella chiesa della Madonna di Ceri, vicino a Cerveteri, che si pone vicina alla via Aurelia, ma anche alla via Portuense. Potrebbe essere il santuario laziale la chiesa costruita da Felice, dato che è sia sulla via Aurelia, ma anche, come riporta l'altra fonte, vicina alla via Portuense.